# Jampea
Jampea (auch Tanah Jampea, Tanahjampea, Djampea) ist die zweitgrößte der indonesischen Salajarinseln.

## Name
Der Inselname leitet sich angeblich vom Makassar-Wort jappo für „morsch“ ab, was sich auf den schlechten Ruf des Holzes von hier ableitet. Ein Grund, weshalb der Baumbestand traditionell nicht auf den Werften der nahgelegenen Inseln verwendet wurde.

## Geographie
Jampea liegt zusammen mit den anderen Salajarinseln südlich der Insel Sulawesi. Westlich liegt die Floressee, östlich die Bandasee. Die Salajarinseln bilden einen Bogen, wobei sich Jampea in dessen Mitte im Südwesten befindet. Die Hauptinsel Salajar liegt nördlich. Vor der Küste Jampeas liegen westlich unter anderem die Inseln Tanamalala (Tanahmalalla) und Bimba. Nördlich liegt das Eiland Batu. Daneben gibt es weitere vorgelagerte Inseln. Direkte größere Nachbarn sind Kajuwadi im Norden und Lalao (Lambego) im Osten, etwas weiter ist es Richtung Osten zu Pasi Tallu, Pasi Tallu Laut und Pasi Tallu Raja.
Jampea ist Teil des Regierungsbezirks (indonesisch Kabupaten) Salajarinseln der Provinz Südsulawesi (indonesisch Sulawesi Selatan). Der Westteil bildet den Distrikt (indonesisch Kecamatan) Pasimassunggu mit den administrativen Dörfern (indonesisch Desa) Massungke im Norden (908, Zensus 2010), Bontosaile im Nordosten (735 Einwohner), Kembang Ragi im nördlichen Zentrum (2301 Einwohner), Labuang Pamajang im südlichen Zentrum (1069 Einwohner) und Maminasa (1866 Einwohner). Auch die vorgelagerten Inseln gehören zu dem Distrikt, zusammengefasst als Dorf Tanamalala (766 Einwohner). Der Ostteil der Insel Jampea bildet den Distrikt Ostpasimassunggu (indonesisch Pasimassunggu Timur)  mit den administrativen Dörfern Bonobaru im Nordwesten (2202 Einwohner), Bontobulaeng im Nordosten (2781 Einwohner), Lembang Baji im Südwesten (971 Einwohner) und Bontomalling im Südosten (1353 Einwohner). Beide Distrikte zusammen haben eine Gesamtfläche von 162,85 km², der höchste Punkt über dem Meer liegt bei 521 m. Die Insel ist vulkanischen Ursprungs. Die Insel ist etwa 20 Kilometer lang und 10 Kilometer breit.

### Klima und Vegetation
Die jährlichen Regenfälle erreichen 1253 mm pro Jahr. Die Regenzeit reicht von Ende Dezember bis Februar, aber noch im März und im April kann es oft zu Schauern kommen. Das restliche Jahr ist weitgehend trocken, regnen kann es trotzdem manchmal.
Auf der vorgelagerten Insel Tanamalala finden sich Bäume in größeren Mengen und auf Jampea gab es noch bis 1947 etwa 10.000 Hektar Primärwald.

### Fauna

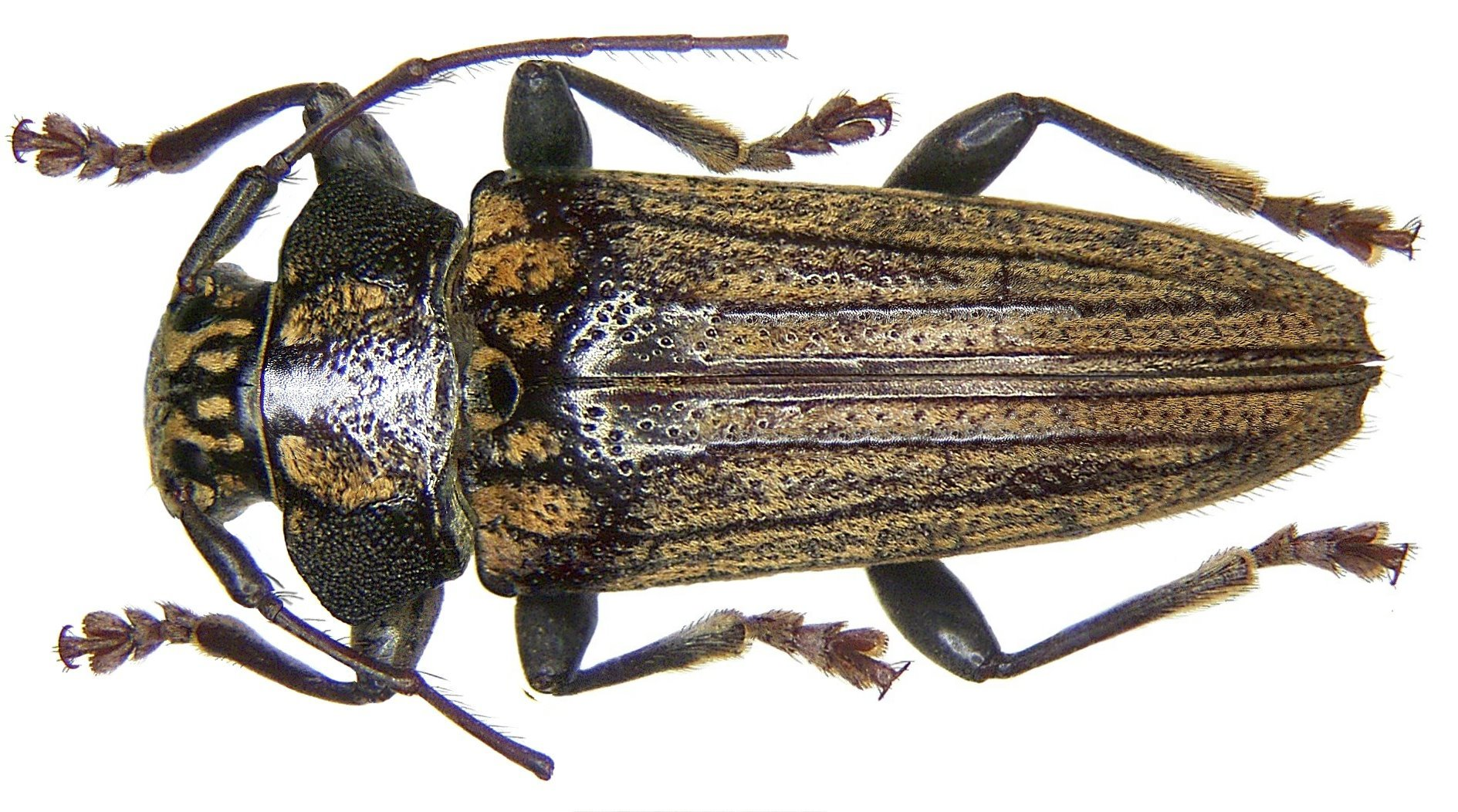
Tmesisternus venatus djampeanus von Jampea

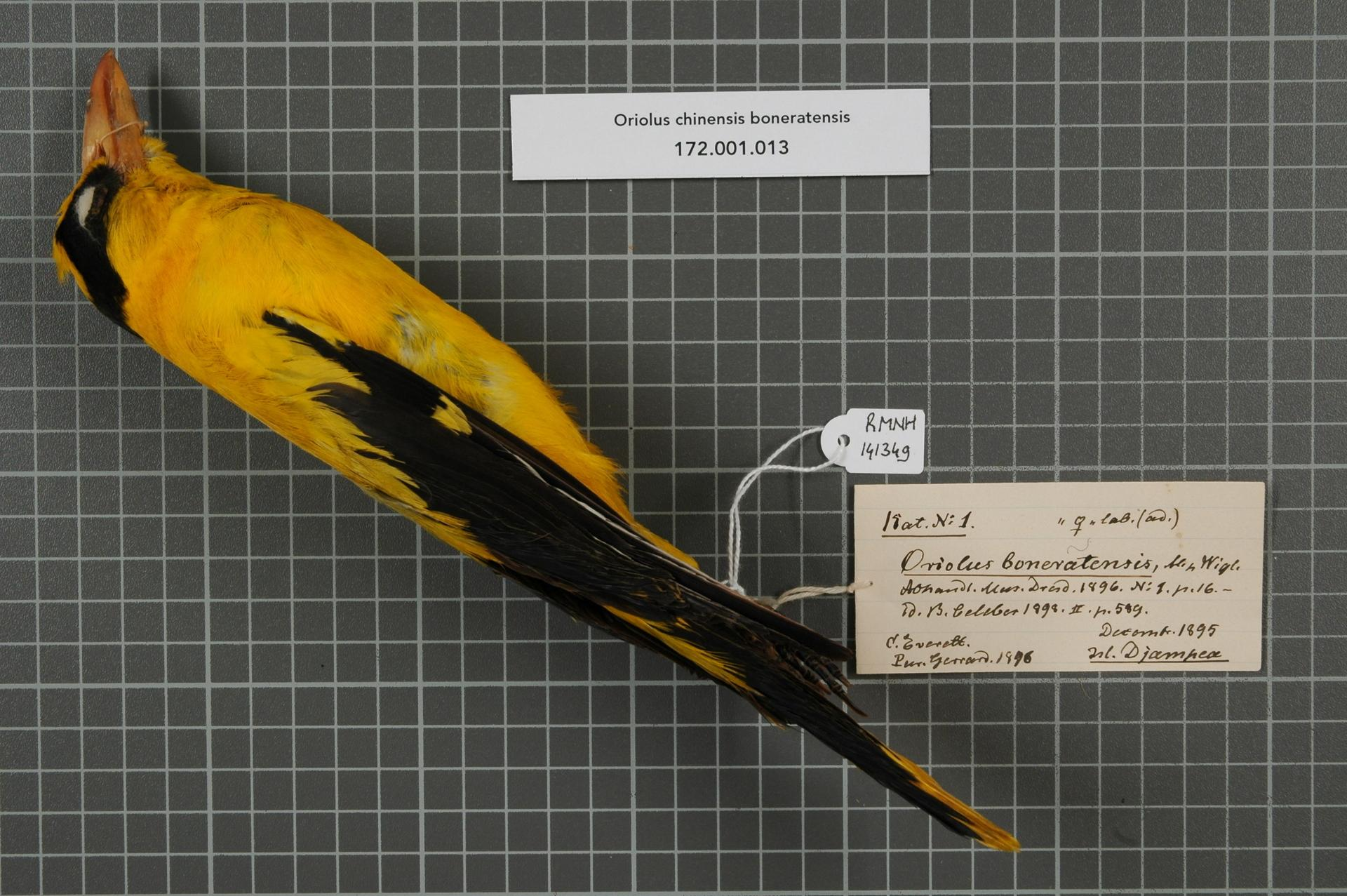
Schwarznackenpirol (Oriolus chinensis boneratensis) von Jampea

Auf Jampea finden sich zwei endemische Schlangenarten. Die zu den Walzenschlangen gehörende Cylindrophis isolepis und die zu den Bambusottern gehörende Trimeresurus fasciatus. Von der Netzpython kommt hier eine Zwergform vor, die Unterart Python reticulatus jampeanus. Männchen werden maximal 2,10 Meter lang, Weibchen maximal 3,35 Meter, normal sind ansonsten Längen von vier, beziehungsweise sechs Metern.
Unter den Vögeln fallen vor allem der Everett-Monarch (Monarcha everetti) und der Gelbwangenkakadu (Cacatua sulphurea) auf. Beim Kakadu könnte es sich eventuell um eine eigenständige Unterart handeln, C. s. djampeana. Weitere Vertreter der Vogelwelt Jampeas sind der Djampea-Allfarblori (Trichoglossus haematodus djampeanus), Weißnestsalangane (Aerodramus fuciphagus fuciphagus), Macklot-Mistelfresser (Dicaeum maugei) und Sundafruchttaube (Ducula rosacea).
Häufig sind Schweine. Sie leben relativ unbehelligt, da die einheimischen Muslime sie nicht jagen. Nur chinesische Händler, die manchmal von Makassar her kommen, gehen hier auf die Jagd, wegen des Fleisches. Möglicherweise haben auch sie die Schweine einst hier eingeführt. Häufig sind auch Mähnenhirsche (Cervus timorensis) und Javaneraffen (Macaca fascicularis).
Ein Schmetterling, den es sonst nur auf Kalao gibt, ist der Bortenfalter (Cethosia biblis atia).

## Einwohner
Insgesamt leben auf Jampea ohne den vorgelagerten Inseln von Tanamalala 14.186 Menschen. Die Bevölkerung ist weitgehend muslimischen Glaubens, wobei traditionelle Glaubensvorstellungen in den Islam aufgenommen wurden. Traditionelle Sprache ist Makassar.

## Wirtschaft
Hauptsächlich wird Mais angepflanzt. Weitere Feldfrüchte sind Maniok, Süßkartoffeln, Bananen und Bohnen. Erbsen und Erdnüsse werden nach Makassar exportiert, ebenso Kopra. Bis zu zwei Ernten pro Jahr sind möglich. Nennenswert ist auch der Nassreisanbau auf horizontalen Feldern (Sawah). Dieser erlaubt aber nur eine jährliche Ernte. Gehalten werden Wasserbüffel, Ziegen, Hühner, Enten, Pferde, Hunde und Katzen. Die Küstenbewohner gehen Fischen oder führen in der Region Handel.

## Geschichte
Vom 17. bis 19. Jahrhundert wurden auf Jampea Schiffe gebaut.